# Fabio Civitelli
Fabio Civitelli (Lucignano, 9 aprile 1955) è un fumettista e illustratore italiano, fra i principali disegnatori della serie a fumetti Tex per oltre trent'anni.

## Biografia
Esordì come disegnatore di fumetti nel 1974 realizzando alcuni episodi della serie erotica Lady Lust della Edifumetto per conto dello studio di Graziano Origa. Collabora poi anche con la Rizzoli, l'Editoriale Dardo e con l'Ediperiodici per la quale sostituisce il disegnatore Bruno Marraffa nella serie Zordon; per la casa editrice Universo collabora nel 1977 alle riviste Il Monello e Intrepido e, nel 1979, a Bliz, per la serie Doctor Salomon, scritta da Silverio Pisu; nello stesso anno realizzò alcune storie con personaggi Marvel dell'Uomo Ragno e dei Fantastici Quattro per la rivista SuperGulp! della Mondadori.
In questo periodo utilizzò lo pseudonimo "Pablo de Almaviva", cosa che l'editore Sergio Bonelli successivamente racconterà di avergli impedito di capire chi fosse e che ritarderà per questo il suo ingresso nello staff della sua casa editrice. Comunque , nel 1979, grazie a Fernando Fusco venne presentato Sergio Bonelli che lo ingaggiò inizialmente per la serie Mister No, per la quale realizzerà alcune storie pubblicate dal 1980 al 1984 su testi di Alfredo Castelli, Claudio Nizzi e Tiziano Sclavi. Al personaggio tornerà soltanto nel 1994 con un Almanacco dell'Avventura.
Su testi di Giuseppe Ferrandino, disegna nel 1983 anche la storie Pomeriggio cubano, pubblicata sulla rivista Orient Express della Bonelli e L'Avana - Serenata Cubana , per la rivistea Giungla!.

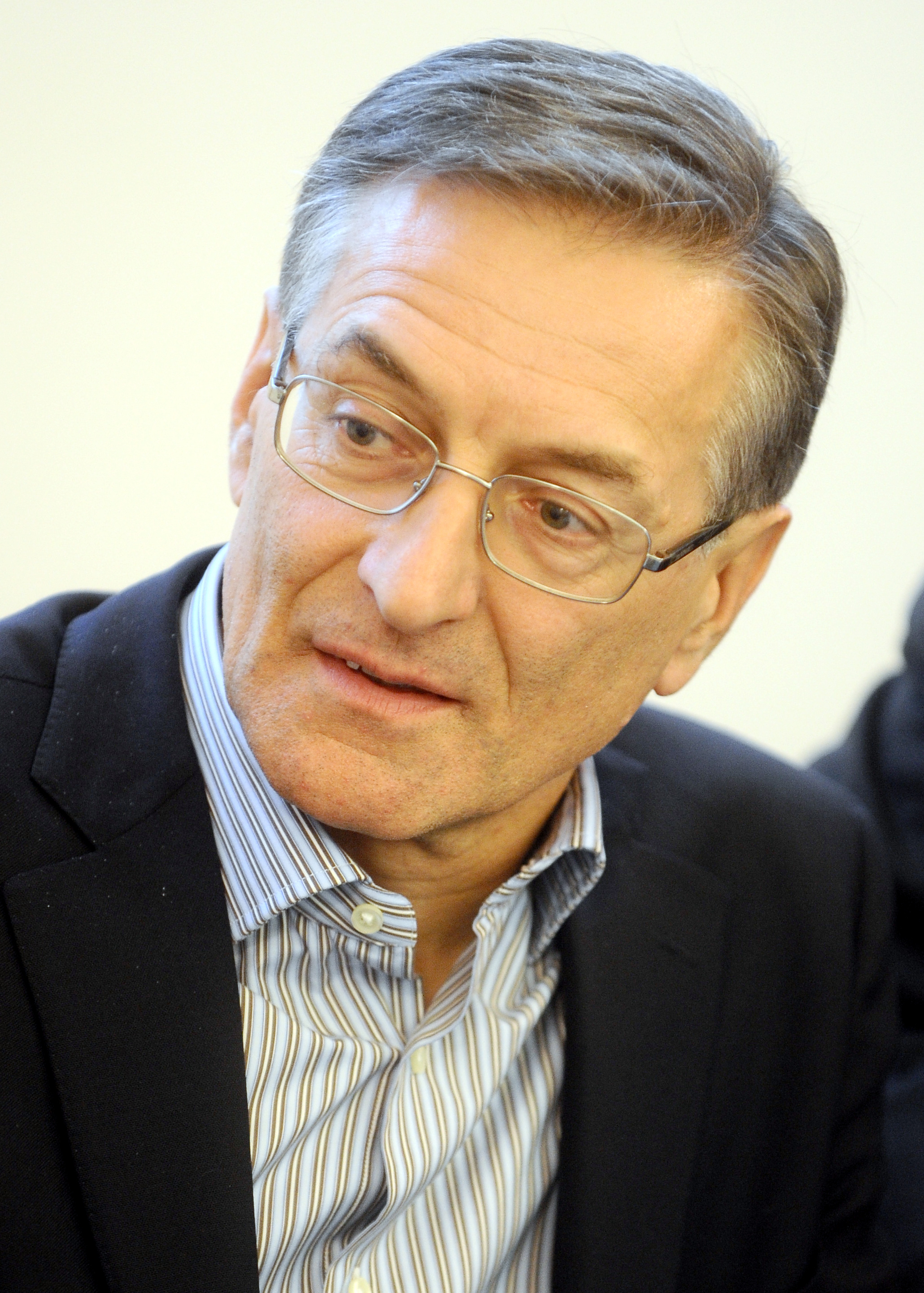
Fabio Civitelli a Lucca Comics & Games 2014

Nel 1984 passa nello staff di disegnatori della serie di Tex, esordendo nel 1985 nel n. 293, su testi di Claudio Nizzi, sceneggiatore con il quale collaborò quasi ininterrottamente fino al 2008 e col quale ha realizzato anche dei soggetti per alcune storie del personaggio. Nel 2007 gli venne affidata la realizzazione celebrativa dei sessant'anni del personaggio di Tex, Sul sentiero dei ricordi, pubblicata nel 2008; da questo momento divenne protagonista di numerose iniziative editoriali e culturali che lo resero noto, sia in Italia che all'estero.
Nel novembre 2010, con la collaborazione di Moreno Burattini, viene pubblicato in 500 copie il volume Il mio Tex - La ballata del West di Civitelli e Verger, una speciale raccolta da collezione di novanta disegni inediti. Pochi mesi dopo porterà a termine anche le dodici illustrazioni del libro Tex Willer - Il romanzo della mia vita, romanzo con la biografia immaginaria del personaggio scritta da Mauro Boselli ed edita da Mondadori, per le quali si ispirerà allo stile tipico degli illustratori ottocenteschi.
Nel 2012 pubblica anche un volume della serie dei Texoni, La cavalcata del morto, su sceneggiatura di Mauro Boselli; la storia è stata poi ristampata in una nuova edizione dalla Little Nemo, in tiratura limitata con una nuova copertina.
Nello stesso periodo, parallelamente alla sua attività di fumettista inizia a dedicarsi anche alla pittura con quadri a soggetto "texiano" realizzate con la tecnica del bianco e nero.
Nell'aprile 2014 esordisce anche sulla serie Dylan Dog con il racconto Le radici del male, una storia breve a colori scritta da Michele Masiero e pubblicata sul dodicesimo albo della serie Dylan Dog Color Fest.
Ha anche inchiostrato anonimamente alcune tavole del n. 500 di Tex disegnate da Giovanni Ticci, da cui è stato ispirato nello stile.

## Riconoscimenti
- Alle sue opere su Tex è stata dedicata una mostra itinerante nel 2005, con relativo catalogo edito dalla casa editrice amatoriale Little Nemo di Torino.[10]
- Nel 2012, assieme al fumettista francese Cyril Pedrosa, gli è stato assegnato il premio Gran Guinigi come miglior disegnatore italiano presente alla diciannovesima edizione della fiera internazionale del fumetto Lucca Comics & Games.
- mostra Fabio Civitelli tra Fumetto e Pittura (2013) a Padova presso la fiera d’arte contemporanea ArtePadova.[3]
- mostra Color West (2019) nella galleria Cà di Frà di Milano.[7][11]

## Lo stile

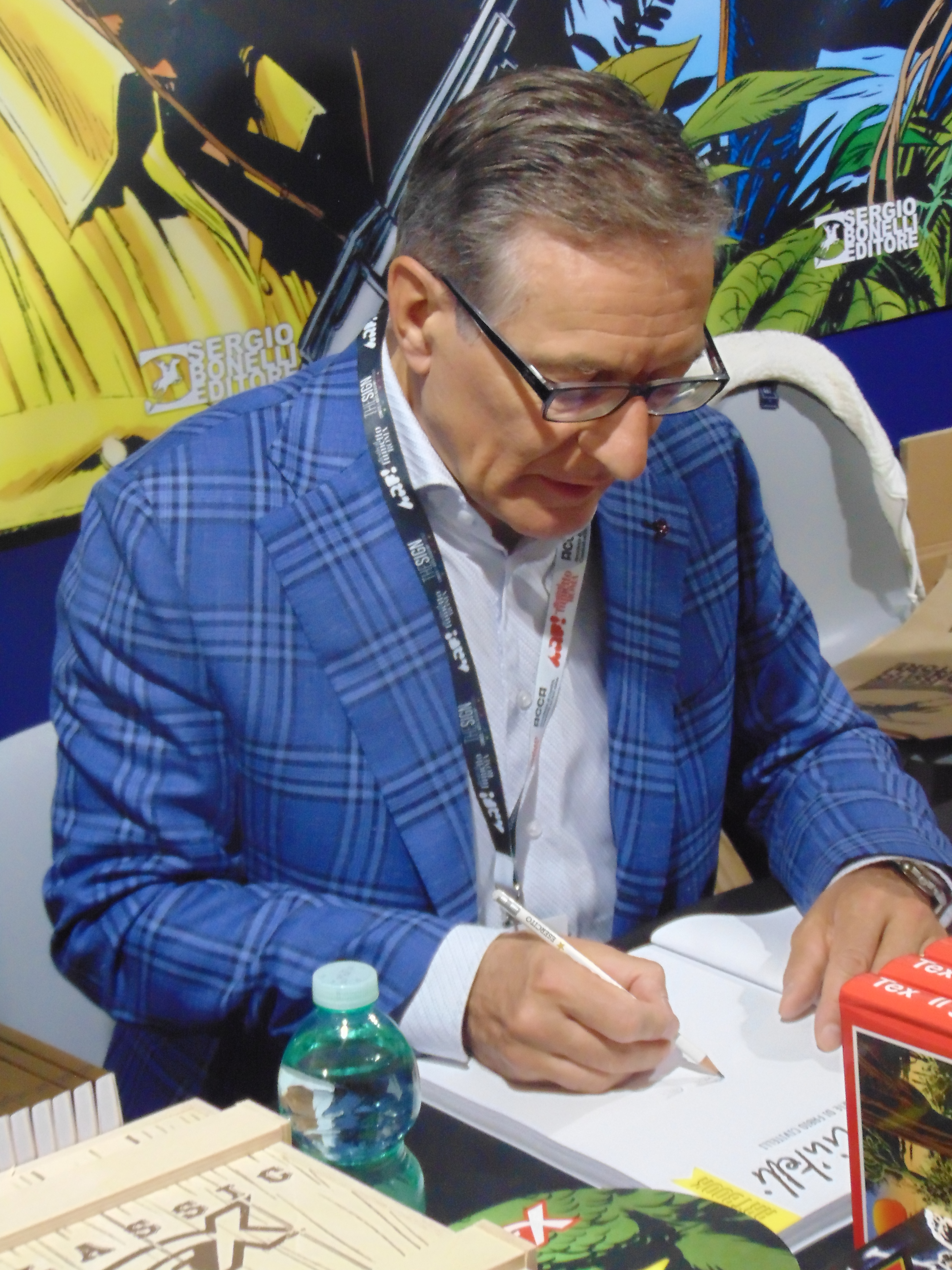
Fabio Civitelli all'Arf! Festival 2019

Il suo stile grafico è caratterizzato da una grande cura del dettaglio e dei particolari, da un sapiente uso dei "neri" e delle sfumature e da un'estrema pulizia del tratto. Il frequente utilizzo della tecnica del "puntinato" e lo studio del chiaroscuro disegnato gli hanno permesso, nel corso degli anni, di sviluppare e affinare una sua personalissima tecnica, che sfrutta appieno gli effetti di ombra e di luce e l'illuminazione ambientale, e che esprime con grande maestria inquietanti e tenebrose atmosfere.
La sua versione di Tex, una delle più apprezzate dai numerosi lettori della serie Sergio Bonelli Editore, rispetta la tradizione ma è al tempo stesso moderna ed accattivante. Tra le sue influenze principali, come ha dichiarato egli stesso, ci sono sia autori Marvel (John Romita e John Buscema fra tutti) che Bonelli e Alex Raymond, grande disegnatore statunitense degli anni quaranta e cinquanta, padre di Flash Gordon fra gli altri.
Un'altra caratteristica di rilievo del disegnatore è l'abilità nel riprodurre visi di attori ed attrici famosi, che inserisce con una certa frequenza nelle sue tavole per raffigurare vari comprimari.

## Pubblicazioni

### Sergio Bonelli Editore
Mister No
- Alfredo Castelli (testi), Fabio Civitelli (disegni); I mercenari, in Mister No n. 65, Sergio Bonelli Editore, ottobre 1980.
- Alfredo Castelli (testi), Fabio Civitelli (disegni); Intrigo internazionale, in Mister No n. 66, Sergio Bonelli Editore, novembre 1980.
- Alfredo Castelli (testi), Fabio Civitelli (disegni); Requiem per un soldato, in Mister No n. 67, Sergio Bonelli Editore, dicembre 1980.
- Claudio Nizzi (testi), Fabio Civitelli (disegni); Fuga impossibile, in Mister No n. 80, Sergio Bonelli Editore, gennaio 1982.
- Claudio Nizzi (testi), Fabio Civitelli (disegni); Verso l'ignoto, in Mister No n. 81, Sergio Bonelli Editore, febbraio 1982.
- Claudio Nizzi (testi), Fabio Civitelli (disegni); Il torrente nascosto, in Mister No n. 82, Sergio Bonelli Editore, marzo 1982.
- Claudio Nizzi (testi), Fabio Civitelli (disegni); Oro!, in Mister No n. 83, Sergio Bonelli Editore, aprile 1982.
- Claudio Nizzi (testi), Fabio Civitelli (disegni); Quel volo per Rio, in Mister No n. 84, Sergio Bonelli Editore, maggio 1982.
- Tiziano Sclavi (testi), Fabio Civitelli (disegni); Corsa verso la morte, in Mister No n. 90, Sergio Bonelli Editore, novembre 1982.
- Tiziano Sclavi (testi), Fabio Civitelli (disegni); Ananga!, in Mister No n. 91, Sergio Bonelli Editore, dicembre 1982.
- Tiziano Sclavi, Ennio Missaglia (testi), Fabio Civitelli (disegni); Lo spirito del male, in Mister No n. 92, Sergio Bonelli Editore, gennaio 1983.
- Ennio Missaglia (testi), Fabio Civitelli (disegni); Inferno di ghiaccio, in Mister No n. 93, Sergio Bonelli Editore, febbraio 1983.
- Ennio Missaglia (testi), Fabio Civitelli (disegni); Paura bianca, in Mister No n. 94, Sergio Bonelli Editore, marzo 1983.
- Alfredo Castelli (testi), Fabio Civitelli (disegni); Il passaggio segreto, in Mister No n. 98, Sergio Bonelli Editore, luglio 1983.
- Alfredo Castelli (testi), Fabio Civitelli (disegni); L'uomo che sapeva troppo, in Mister No n. 99, Sergio Bonelli Editore, agosto 1983.
- Tiziano Sclavi (testi), Fabio Civitelli (disegni); La fine della pista, in Mister No n. 107, Sergio Bonelli Editore, aprile 1984.
- Tiziano Sclavi (testi), Fabio Civitelli (disegni); Alien!, in Mister No n. 108, Sergio Bonelli Editore, maggio 1984.
- Mauro Boselli (testi), Fabio Civitelli (disegni); Capitan Vendetta, in Almanacco dell'Avventura n. 1, Sergio Bonelli Editore, dicembre 1993.
- Guido Nolitta (testi), Fabio Civitelli (disegni); Delirio!, in Mister No n. 368, Sergio Bonelli Editore, gennaio 2006.
- Guido Nolitta (testi), Fabio Civitelli (disegni); Agguato al "Victoria", in Mister No n. 369, Sergio Bonelli Editore, febbraio 2006.

Tex
- Claudio Nizzi (testi), Fabio Civitelli (disegni); Gli ostaggi, in Tex n. 293, Sergio Bonelli Editore, marzo 1985.
- Claudio Nizzi (testi), Fabio Civitelli (disegni); Fuoco incrociato, in Tex n. 294, Sergio Bonelli Editore, aprile 1985.
- Claudio Nizzi (testi), Fabio Civitelli (disegni); Il passaggio segreto, in Tex n. 295, Sergio Bonelli Editore, maggio 1985.
- Claudio Nizzi (testi), Fabio Civitelli (disegni); Aquila della notte, in Tex n. 304, Sergio Bonelli Editore, febbraio 1986.
- Claudio Nizzi (testi), Fabio Civitelli (disegni); La taverna sul porto, in Tex n. 305, Sergio Bonelli Editore, marzo 1986.
- Claudio Nizzi (testi), Fabio Civitelli (disegni); I cospiratori, in Tex n. 306, Sergio Bonelli Editore, aprile 1986.
- Claudio Nizzi (testi), Fabio Civitelli (disegni); Il giorno della paura, in Tex n. 307, Sergio Bonelli Editore, maggio 1986.
- Gianluigi Bonelli (testi), Fabio Civitelli (disegni); Il ragazzo selvaggio, in Tex n. 319, Sergio Bonelli Editore, maggio 1987.
- Gianluigi Bonelli (testi), Fabio Civitelli (disegni); Gringos!, in Tex n. 320, Sergio Bonelli Editore, giugno 1987.
- Gianluigi Bonelli (testi), Fabio Civitelli (disegni); L'arma del massacro, in Tex n. 321, Sergio Bonelli Editore, luglio 1987.
- Gianluigi Bonelli (testi), Fabio Civitelli (disegni); La città corrotta, in Tex n. 323, Sergio Bonelli Editore, settembre 1987.
- Claudio Nizzi (testi), Fabio Civitelli (disegni); I predatori del Grande Nord, in Tex n. 346, Sergio Bonelli Editore, agosto 1989.
- Claudio Nizzi (testi), Fabio Civitelli (disegni); Zhenda!, in Tex n. 347, Sergio Bonelli Editore, settembre 1989.
- Claudio Nizzi (testi), Fabio Civitelli (disegni); La roccia del corvo, in Tex n. 348, Sergio Bonelli Editore, ottobre 1989.
- Claudio Nizzi (testi), Fabio Civitelli (disegni); Abissi, in Tex n. 349, Sergio Bonelli Editore, novembre 1989.
- Claudio Nizzi (testi), Fabio Civitelli (disegni); Agguato nella miniera, in Tex n. 367, Sergio Bonelli Editore, maggio 1991.
- Claudio Nizzi (testi), Fabio Civitelli (disegni); Lampi sul Messico, in Tex n. 368, Sergio Bonelli Editore, luglio 1991.
- Claudio Nizzi (testi), Fabio Civitelli (disegni); Chihuahua!, in Tex n. 369, Sergio Bonelli Editore, agosto 1991.
- Claudio Nizzi (testi), Fabio Civitelli (disegni); Intrigo a Santa Fe, in Tex n. 393, Sergio Bonelli Editore, luglio 1993.
- Claudio Nizzi (testi), Fabio Civitelli (disegni); Una pallottola per il Presidente, in Tex n. 394, Sergio Bonelli Editore, agosto 1993.
- Claudio Nizzi (testi), Fabio Civitelli (disegni); Il testimone, in Tex n. 395, Sergio Bonelli Editore, settembre 1993.
- Claudio Nizzi (testi), Fabio Civitelli (disegni); Il risveglio del vulcano, in Tex n. 414, Sergio Bonelli Editore, aprile 1995.
- Claudio Nizzi (testi), Fabio Civitelli (disegni); Delitto nel porto, in Tex n. 415, Sergio Bonelli Editore, maggio 1995.
- Claudio Nizzi (testi), Fabio Civitelli (disegni); I contrabbandieri, in Tex n. 416, Sergio Bonelli Editore, giugno 1995.
- Claudio Nizzi (testi), Fabio Civitelli (disegni); Il ritorno della Tigre Nera, in Tex n. 443, Sergio Bonelli Editore, settembre 1997.
- Claudio Nizzi (testi), Fabio Civitelli (disegni); La laguna morta, in Tex n. 444, Sergio Bonelli Editore, ottobre 1997.
- Claudio Nizzi (testi), Fabio Civitelli (disegni); La notte degli zombi, in Tex n. 445, Sergio Bonelli Editore, novembre 1997.
- Claudio Nizzi, Fabio Civitelli (testi), Fabio Civitelli (disegni); Il presagio, in Tex n. 475, Sergio Bonelli Editore, maggio 2000.
- Claudio Nizzi, Fabio Civitelli (testi), Fabio Civitelli (disegni); L'uomo venuto dal fiume, in Tex n. 476, Sergio Bonelli Editore, giugno 2000.
- Claudio Nizzi, Fabio Civitelli (testi), Fabio Civitelli (disegni); Sfida selvaggia, in Tex n. 477, Sergio Bonelli Editore, luglio 2000.
- Claudio Nizzi (testi), Fabio Civitelli (disegni); La morte nera, in Tex n. 493, Sergio Bonelli Editore, novembre 2001.
- Claudio Nizzi (testi), Fabio Civitelli (disegni); Ritorno a Culver City, in Tex n. 511, Sergio Bonelli Editore, maggio 2003.
- Claudio Nizzi (testi), Fabio Civitelli (disegni); La città della paura, in Tex n. 512, Sergio Bonelli Editore, giugno 2003.
- Claudio Nizzi (testi), Rossano Rossi, Fabio Civitelli (disegni); Il fuggitivo, in Almanacco del West n. 12, Sergio Bonelli Editore, febbraio 2005.
- Claudio Nizzi (testi), Fabio Civitelli (disegni); Tumak l'inesorabile, in Tex n. 536, Sergio Bonelli Editore, giugno 2005.
- Claudio Nizzi (testi), Fabio Civitelli (disegni); Anasazi, in Tex n. 537, Sergio Bonelli Editore, luglio 2005.
- Claudio Nizzi (testi), Fabio Civitelli (disegni); La banda dei tre, in Tex n. 554, Sergio Bonelli Editore, dicembre 2006.
- Claudio Nizzi (testi), Fabio Civitelli (disegni); Il killer misterioso, in Tex n. 555, Sergio Bonelli Editore, gennaio 2007.
- Claudio Nizzi (testi), Fabio Civitelli (disegni); Sul sentiero dei ricordi, in Tex n. 575, Sergio Bonelli Editore, settembre 2008.
- Gianfranco Manfredi (testi), Fabio Civitelli (disegni); La grande sete, in Tex n. 585, Sergio Bonelli Editore, luglio 2009.
- Gianfranco Manfredi (testi), Fabio Civitelli (disegni); Giochi di potere, in Tex n. 586, Sergio Bonelli Editore, agosto 2009.
- Mauro Boselli (testi), Fabio Civitelli (disegni); La cavalcata del morto, in Speciale Tex n. 27, Sergio Bonelli Editore, giugno 2012.
- Mauro Boselli (testi), Fabio Civitelli (disegni); Delta Queen, in Color Tex n. 5, Sergio Bonelli Editore, agosto 2014.
- Mauro Boselli (testi), Fabio Civitelli (disegni); Il segno di Yama, in Tex n. 673, Sergio Bonelli Editore, novembre 2016.
- Mauro Boselli (testi), Fabio Civitelli (disegni); I quattro cavalieri, in Tex n. 674, Sergio Bonelli Editore, dicembre 2016.
- Mauro Boselli (testi), Fabio Civitelli (disegni); L'inferno che urla, in Tex n. 675, Sergio Bonelli Editore, gennaio 2017.
- Mauro Boselli (testi), Fabio Civitelli (disegni); Il segreto di Lilyth, in Tex Magazine n. 4, Sergio Bonelli Editore, settembre 2018.
- Chuck Dixon (testi), Fabio Civitelli (disegni); Apache bianco, in Color Tex n. 14, Sergio Bonelli Editore, novembre 2018.
- Mauro Boselli (testi), Fabio Civitelli (disegni); L'oro dei Pawnee, in Tex n. 700, Sergio Bonelli Editore, febbraio 2019.
- Mauro Boselli (testi), Fabio Civitelli (disegni); Sierra Nevada, in Tex n. 741, Sergio Bonelli Editore, luglio 2022.
- Mauro Boselli (testi), Fabio Civitelli (disegni); Il ritorno di Padma, in Tex n. 742, Sergio Bonelli Editore, agosto 2022.
- Mauro Boselli (testi), Fabio Civitelli (disegni); Nel deserto di Altar, in Tex n. 743, Sergio Bonelli Editore, settembre 2022.
- Mauro Boselli (testi), Fabio Civitelli (disegni); Il trionfo di Mefisto, in Tex n. 744, Sergio Bonelli Editore, ottobre 2022.
- Giorgio Giusfredi (testi), Fabio Civitelli (disegni); La fonte della giovinezza, in Tex Romanzi a fumetti n. 17, Sergio Bonelli Editore, settembre 2023.
- Mauro Boselli (testi), Fabio Civitelli, Corrado Mastantuono, Maurizio Dotti, Michele Rubini, Stefano Andreucci, Alessandro Bocci, Claudio Villa (disegni); La valle dell’ombra, in Tex Magazine n. 10, Sergio Bonelli Editore, novembre 2023.

Dylan Dog
- Michele Masiero (testi), Fabio Civitelli (disegni); Le radici del male, in Dylan Dog Color Fest n. 12, Sergio Bonelli Editore, aprile 2014.